# Santanichthys
Santanichthys è un genere di pesce osseo estinto, vissuto circa 125 - 112 milioni di anni fa durante l’Aptiano e l'Albiano (Cretaceo inferiore). L'unica specie nota è Santanichthys diasii. Santanichthys è considerato il caraciforme più basale conosciuto e rappresenta il più antico membro noto degli Otophysi.
Santanichthys era un piccolo pesce simile a un’odierna aringa, lungo poco più di 30 millimetri. La sua caratteristica più distintiva è la presenza di un apparato di Weber, che lo rende il membro più primitivo conosciuto dell’ordine Characiformes, ordine che oggi comprende i tetra e i piranha). Fossili di Santanichthys sono stati rinvenuti in numerose località del Brasile, in rocce risalenti al Cretaceo, e la sua presenza è un importante indicatore biogeografico e evolutivo per l’ordine.

## Descrizione
Santanichthys era un piccolo caraciforme dall'aspetto simile a tetra più evoluti o alle aringhe, pur non essendo imparentato con queste ultime. Raggiungeva una lunghezza massima di circa 3–4 centimetri. La specie possedeva un apparato di Weber primitivo ma completo, formato dalle prime quattro vertebre della colonna vertebrale: è il più antico esempio conosciuto di tale struttura. Il corpo era semi-compresso lateralmente e di forma ovale. Le pinne erano complete per un caraciforme: una singola pinna dorsale, la pinna anale, la pinna caudale e le coppie di pinne pettorali e pinne pelviche. Lo scheletro comprendeva da 30 a 40 vertebre allungate. Era presente un apparato sospensorio complesso. Tuttavia, mancavano denti mascellari. Il corpo era ricoperto completamente da scaglie cicloidi.

## Distribuzione
I primi fossili di Santanichthys furono scoperti nel Membro Romualdo della Formazione Santana, nel nord-est del Brasile. Questa formazione, situata nell’area del Bacino dell'Araripe, è celebre per la sua fauna fossile del Cretaceo inferiore. Gli strati rocciosi che contengono Santanichthys risalgono all’Aptiano e includono ammassi fossili di pesci in vari stati di conservazione, con banchi di Santanichthys tra i reperti più frequenti. Fossili del genere sono stati ritrovati anche nella Formazione Riachuelo (Membro Taquari) e nella Formazione Codó nel Bacino del Parnaíba.
L’olotipo, DGM-DNPM 647P, proviene dai depositi albiani del Membro Romualdo. È un fossile completo di circa 4 cm di lunghezza. Almeno due dozzine di esemplari sono conservati presso l’American Museum of Natural History (AMNH 20050–20075). Alcuni sono stati trovati nello stomaco fossile di pesci predatori, come AMNH 19439 e AMNH 12826.

## Classificazionea
Santanichthys diasii è l’unica specie del genere Santanichthys. È classificata nell’ordine Characiformes, che include i moderni tetra. L’analisi dei suoi caratteri morfologici, tra cui le capsule lagenari ingrandite, lo colloca tra i caraciformi più primitivi. Dato che risale al Cretaceo inferiore, rappresenta il più antico otofisano conosciuto. I successivi fossili di caraciformi noti appaiono solo nel Cretaceo superiore.
Tutti i caraciformi moderni sono d’acqua dolce, ma la Formazione Santana è di origine marina. Pertanto, Santanichthys viveva probabilmente in ambienti salmastri o marini, a supporto di un modello evolutivo che prevede la transizione da habitat marini a d'acqua dolce. Questo ha rilevanza nella comprensione della dispersione dei caraciformi dopo la frammentazione del supercontinente Gondwana (in particolare tra Africa e Sud America).

## Storia tassonomica
Santanichthys diasii fu inizialmente descritto nel 1958 nel genere Leptolepis come Leptolepis diasii. I fossili, provenienti dalla Formazione Santana, furono originariamente descritti come "teleostei preistorici", senza un'analisi comparativa dettagliata. Con la ridefinizione del genere, L. diasii fu rimosso e ridefinito nel 1991 da Maisey. Il nuovo genere, Santanichthys, fu proposto nello stesso anno da Silva Santos. Inizialmente venne incluso tra i Clupeomorpha, ma analisi successive hanno identificato un apparato di Weber primitivo, portando alla riclassificazione del genere tra gli Otophysi e più specificamente nei Characiformes.